# Физика гиперядер
Физика гиперядер — раздел физики на стыке ядерной физики и физики элементарных частиц, в котором предметом исследования выступают ядроподобные системы, содержащие кроме протонов и нейтронов другие элементарные частицы — гипероны. Также можно сказать, что предметом исследований физики гиперядер является взаимодействие низкоэнергетичных гиперонов и атомных ядер.
Методы исследований и техника проведения эксперимента унаследованы из ядерной физики и физики элементарных частиц.

## История открытия
Лямбда‑гиперядра (гиперядра, содержащие Λ‑гиперон) открыты экспериментально в 1953 году M. Данышем (M. Danysz) и E. Пневским; в 1963 обнаружено двойное Λ‑гиперядро, содержащее два лямбда-гиперона. Сигма-гиперядра, содержащие Σ-гиперон, открыты в 1979 году.

## Получение гиперядер
Гиперядра образуются при столкновениях частиц высоких энергий с ядрами. Обычно для этой цели используются отрицательные каоны, вызывающие реакции 
{\displaystyle \mathrm {K} ^{-}+p\rightarrow \Lambda +\pi ^{0},}
{\displaystyle \mathrm {K} ^{-}+n\rightarrow \Lambda +\pi ^{-}.}
В 2023 году было сообщено о возможности наблюдения гиперядер (гипертритонов и антигипертритонов), рождающихся в pp-(протон-протонных)-взаимодействиях.

## Свойства гиперядер
Распады гиперядер происходят обычно в результате сильных взаимодействий с временем жизни 10−23—10−21 секунды (при этом странность сохраняется, то есть в конечном состоянии присутствует гиперон или К-мезон). Однако существуют и более долгоживущие гиперядра, распадающиеся за счёт слабого взаимодействия, поскольку их сильный распад запрещён законами сохранения. Время жизни таких гиперядер порядка времени жизни свободных гиперонов (~10−10 с), странность не сохраняется. Пример такого распада:
{\displaystyle \mathrm {{^{4}}{_{\Lambda }}H\rightarrow {^{4}}He+\pi ^{-}} .}

## Λ‑гиперядра

### Гиперводород
Гиперводород — химический элемент, имеющий атомное ядро, состоящее из четырёх нейтронов, протона и Λ-гиперона. Обозначается как  {\displaystyle \mathrm {{^{6}}{_{\Lambda }}H} }. Был предсказан в 1964 г. Обнаружен экспериментально в 2012 г.

### Гипертритон
Тритоном в физике называется ядро трития, то есть частица, состоящая из протона и двух нейтронов. Гипертритон вместо одного нейтрона содержит лямбда-гиперон — нестабильный нейтральный барион, масса которого больше массы нейтрона. Антигипертритон — это античастица гипертритона, состоящий из антипротона, антинейтрона и антигиперона. Впервые о создании антигипертритона было объявлено в марте 2010 года в эксперименте на коллайдере тяжёлых ионов RHIC.

## Σ-гиперядра
Σ-гиперядра представляют собой лишь коротко живущие резонансные состояния. Характерные времена жизни 10−23—10−24 с.

## Антигиперядра
Кроме обычных гиперядер, возможно существование антигиперядер — связанных систем антинуклонов и антигиперонов.